# Unciger
Unciger är ett släkte av mångfotingar som beskrevs av Brandt 1841. Unciger ingår i familjen kejsardubbelfotingar.
Kladogram enligt Catalogue of Life och Dyntaxa:
| Unciger | \| \| klokejsarfoting \| \| \| \| \| \| Unciger transsilvanicus \| \| \| \| |
|         | \| \| klokejsarfoting \| \| \| \| \| \| Unciger transsilvanicus \| \| \| \| |
|         | klokejsarfoting                                                             |
|         |                                                                             |
|         | Unciger transsilvanicus                                                     |
|         |                                                                             |